# Rúben Alexandre Gomes Oliveira
Rúben Alexandre Gomes Oliveira (Oliveira de Azeméis, 14 dicembre 1994) è un calciatore portoghese, centrocampista del Varzim.

## Caratteristiche tecniche
È un trequartista.

## Carriera

### Club
Cresciuto nelle giovanili del Feirense, ha esordito in prima squadra il 6 novembre 2013 in occasione del match di campionato perso 2-1 contro il Porto B.
Nel 2017 è stato acquistato dal Vitória Guimarães che lo ha aggregato alla squadra B.
Nel 2018 è stato ceduto in prestito annuale al Desp. Aves.